# 托马斯·奥克斯利

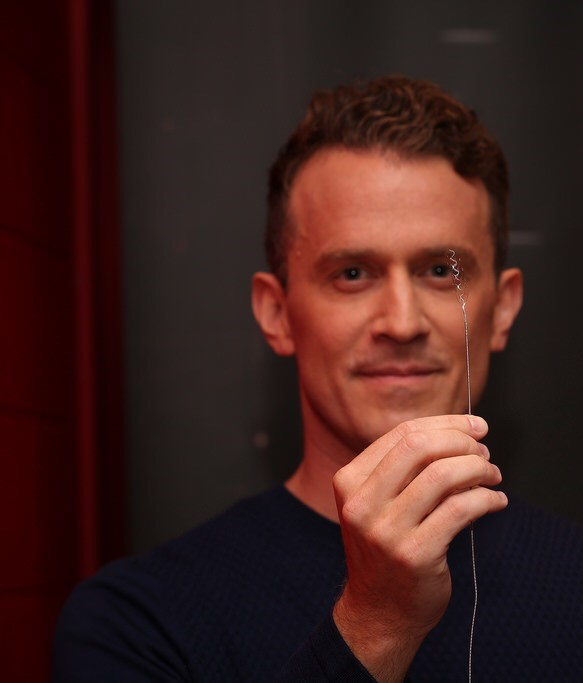

托马斯·J·奥克斯利 （1980年9月29日生）是Synchron公司首席执行官、纽约西奈山医院的神经介入专家。他学习过血管和介入神经科学，在墨尔本大学创办了血管仿生学实验室，并成为该实验室的负责人之一。Synchron是一家构建下一代脑机接口解决方案的公司，奥克斯利是公司的创立者，他从美国國防高等研究計劃署和澳大利亚政府申请了大量资金用于研究微创神经接口技术。

## 脑机接口研究
2003年以来奥克斯利一直在进行运动系统研究，据报道他在2007年构思了 Stentrode™ 的想法。他领导墨尔本大学的初创团队研发了这项技术。Stentrode是世界上首个运动神经假体，一种通过患者血管植入的脑机接口形式。奥克斯利团队是唯一一个由國防高等研究計劃署资助的非美国研究团队，他的研究是Jack Judy领导的可靠神经接口技术 (RE-NET) 项目的一部分。
奥克斯利在2018年的TEDxSyndey演讲中宣布，Synchron公司将开始Stentrode的临床试验，以帮助瘫痪患者重获自由。
两年后，奥克斯利和Synchron在《神经介入外科杂志》上发表了该设备的人体研究结果。其中显示了两名患有肌萎缩性脊髓侧索硬化症的澳大利亚人使用Stentrode设备来操作电子邮件、短信、购物和在线银行业务。2020年初，该公司宣布Stentrode获美国食品药品监督管理局评为突破性设备。

## 荣誉
2018年，奥克斯利曾获环球澳大利亚人进步奖。